# 格雷格·亨特

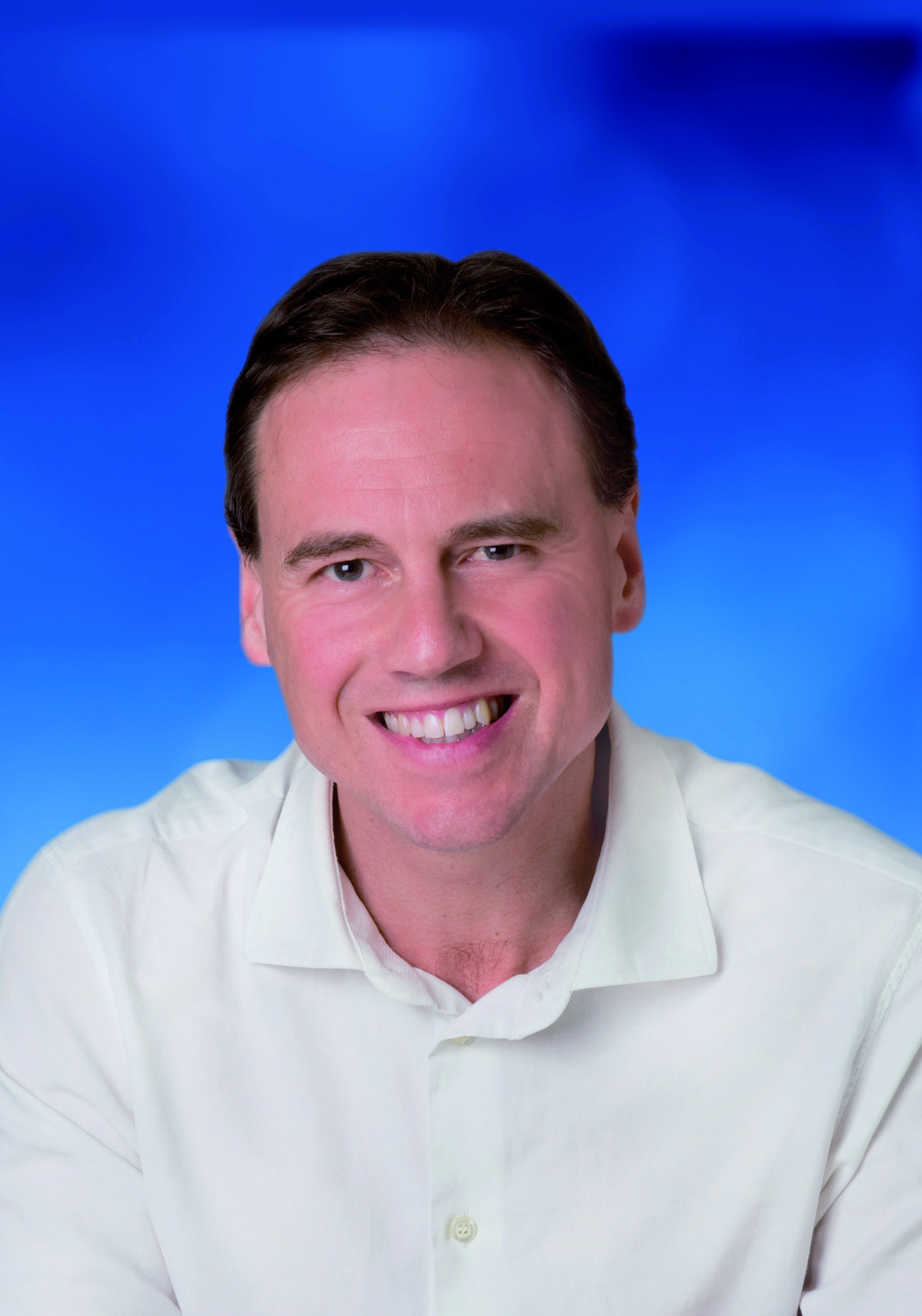
格雷格·亨特

格雷格·亨特（英語：Greg Hunt；1965年11月18日—）是澳洲的一位政治家，出生在墨爾本，屬於澳洲自由黨。他從2001年開始就出任國會議員。亨特在阿博特內閣和滕博爾內閣擔任環境部長。